# Светско првенство у кошарци до 17 година
Светско првенство у кошарци до 17 година је репрезентативно такмичење које организује ФИБА. Такмичење је основано 2010. и одржава се сваке друге године. На свих седам до сада одржаних првенстава титула првака припала је САД.

## Досадашња првенства
| Година       | Домаћин            | Финале                                           | Финале                                           | Финале                                           | Меч за треће место                               | Меч за треће место                               | Меч за треће место                               |
| Година       | Домаћин            | Злато                                            | Резултат                                         | Сребро                                           | Бронза                                           | Резултат                                         | Четврто место                                    |
| ------------ | ------------------ | ------------------------------------------------ | ------------------------------------------------ | ------------------------------------------------ | ------------------------------------------------ | ------------------------------------------------ | ------------------------------------------------ |
| 2010. детаљи | Хамбург            | САД                                              | 111 : 80                                         | Пољска                                           | Канада                                           | 83 : 81                                          | Литванија                                        |
| 2012. детаљи | Каунас             | САД                                              | 95 : 62                                          | Аустралија                                       | Хрватска                                         | 93 : 61                                          | Шпанија                                          |
| 2014. детаљи | Дубаи              | САД                                              | 99 : 92                                          | Аустралија                                       | Србија                                           | 62 : 59                                          | Шпанија                                          |
| 2016. детаљи | Сарагоса           | САД                                              | 96 : 56                                          | Турска                                           | Литванија                                        | 81 : 63                                          | Шпанија                                          |
| 2018. детаљи | Росарио / Санта Фе | САД                                              | 95 : 52                                          | Француска                                        | Порторико                                        | 90 : 77                                          | Канада                                           |
| 2020.        | Софија             | Такмичење није одржано због пандемије ковида 19. | Такмичење није одржано због пандемије ковида 19. | Такмичење није одржано због пандемије ковида 19. | Такмичење није одржано због пандемије ковида 19. | Такмичење није одржано због пандемије ковида 19. | Такмичење није одржано због пандемије ковида 19. |
| 2022. детаљи | Малага             | САД                                              | 79 : 67                                          | Шпанија                                          | Француска                                        | 66 : 58                                          | Литванија                                        |
| 2024. детаљи | Истанбул           | САД                                              | 129 : 88                                         | Италија                                          | Турска                                           | 101 : 78                                         | Нови Зеланд                                      |

## Медаље
| Ранг | Држава     | Злато | Сребро | Бронза | Укупно |
| 1.   | САД        | 7     | —      | —      | 7      |
| 2.   | Аустралија | —     | 2      | —      | 2      |
| 3.   | Турска     | —     | 1      | 1      | 2      |
| 3.   | Француска  | —     | 1      | 1      | 2      |
| 5.   | Италија    | —     | 1      | —      | 1      |
| 5.   | Пољска     | —     | 1      | —      | 1      |
| 5.   | Шпанија    | —     | 1      | —      | 1      |
| 8.   | Канада     | —     | —      | 1      | 1      |
| 8.   | Литванија  | —     | —      | 1      | 1      |
| 8.   | Порторико  | —     | —      | 1      | 1      |
| 8.   | Србија     | —     | —      | 1      | 1      |
| 8.   | Хрватска   | —     | —      | 1      | 1      |

## Најкориснији играчи
| Година | Играч         |
| ------ | ------------- |
| 2010.  | Бредли Бил    |
| 2012.  | Џалил Окафор  |
| 2014.  | Малик Њуман   |
| 2016.  | Колин Секстон |
| 2018.  | Џејлен Грин   |
| 2022.  | Изан Алманса  |
| 2024.  | Камерон Бузер |